# Stanisław Mikołajczak
Stanisław Kazimierz Mikołajczak (ur. 7 czerwca 1944) – polski filolog, językoznawca, wykładowca akademicki, profesor nauk humanistycznych.

## Życiorys
Ukończył studia na Uniwersytecie im. Adama Mickiewicza w Poznaniu. Na tej samej uczelni uzyskał stopień naukowy doktora. Habilitował się również na UAM w 1988 na podstawie rozprawy zatytułowanej Składnia tekstów naukowych. Dyscypliny humanistyczne. W 2004 otrzymał tytuł profesora nauk humanistycznych. Specjalizuje się w zakresie językoznawstwa polskiego.
Zawodowo związany z Uniwersytetem im. Adama Mickiewicza. Doszedł do stanowiska profesora zwyczajnego w Instytucie Filologii Polskiej na Wydziale Filologii Polskiej i Klasycznej. Obejmował funkcje prodziekana tego wydziału i kierownika Zakładu Gramatyki Współczesnego Języka Polskiego i Onomastyki. Został też członkiem Komitetu Językoznawstwa PAN i redaktorem serii językoznawczej Poznańskie Studia Polonistyczne.
W okresie PRL był członkiem Stronnictwa Demokratycznego. W 1980 zaangażował się w działalność NSZZ „Solidarność”, był internowany w okresie stanu wojennego od 13 grudnia 1981 do 5 lipca 1982. Od lat 90. zasiadał we władzach krajowych Partii Chrześcijańskich Demokratów, PPChD i SKL-RNP. W okresie rządu Hanny Suchockiej był dyrektorem zespołu doradców wicepremiera Pawła Łączkowskiego. W kadencji 1998–2002 sprawował mandat radnego Poznania z ramienia Akcji Wyborczej Solidarność. W 2011 stanął na czele Akademickiego Klubu Obywatelskiego im. Prezydenta Lecha Kaczyńskiego. W 2015 był kandydatem Prawa i Sprawiedliwości w wyborach do Senatu z okręgu wyborczego nr 91 w Poznaniu, nie uzyskując mandatu. Objął również funkcję przewodniczącego Komitetu Odbudowy Pomnika Wdzięczności w Poznaniu. W 2024 wszedł w skład komitetu wspierającego kandydaturę Karola Nawrockiego na prezydenta RP w wyborach w 2025; został koordynatorem utworzonego w ramach tego komitetu zespołu ds. edukacji i nauki.

## Odznaczenia
W 2017 odznaczony przez prezydenta Andrzeja Dudę Krzyżem Komandorskim Orderu Odrodzenia Polski. W 2011 otrzymał Krzyż Wolności i Solidarności.

## Wybrane publikacje
- Składnia wybranych utworów Bolesława Prusa i Stefana Żeromskiego, Poznań 1983
- Składnia tekstów naukowych. Dyscypliny humanistyczne, Poznań 1990, ISBN 83-232-0264-8
- W przyjacielskim kręgu. Prace ofiarowane profesorowi Zygmuntowi Zagórskiemu w 70. rocznicę urodzin (red. Stanisław Mikołajczak i Andrzej Sieradzki), Poznań 1996, ISBN 83-903929-5-X
- Silva rerum. Księga poświęcona profesorowi Markowi Kornaszewskiemu w 70. rocznicę urodzin (red. Maria Borejszo i Stanisław Mikołajczak), Poznań 1999, ISBN 83-87346-66-7
- Język religijny dawniej i dziś. Materiały z konferencji, Gniezno, 15–17 kwietnia 2002 (red. Stanisław Mikołajczak i Tomasz Węcławski), T. I, Poznań 2004, ISBN 83-88176-45-5
- Serwis informacyjny KZ NSZZ „Solidarność” przy UAM w Poznaniu 1981 (red. Stanisław Mikołajczak), T. I–II, Poznań 2005, ISBN 83-232-1549-9
- Język religijny dawniej i dziś. Materiały z konferencji, Gniezno, 3–5 czerwca 2004 (red. Stanisław Mikołajczak i Tomasz Węcławski), T. II, Poznań 2005, ISBN 83-88176-70-6
- Język religijny dawniej i dziś. Materiały z konferencji, Poznań, 24–26 kwietnia 2006 (red. Paweł Bortkiewicz, Stanisław Mikołajczak i Małgorzata Rybka), T. III, Poznań 2007, ISBN 978-83-88176-93-7